# ファン・チュー・チン

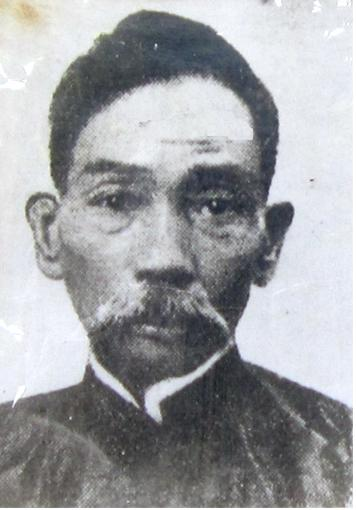
ファン・チュー・チン

ファン・チュー・チン（ベトナム語：Phan Châu Trinh / 潘周楨、1872年9月9日（嗣徳25年8月7日） - 1926年3月24日（保大元年2月11日））は、20世紀初頭のベトナムの民族運動家。フランスによるベトナムの植民地支配終焉に尽力し、暴力革命と、他国への支援要求に反対し、国民教育及びフランスの民主主義原理への訴えによるベトナム解放を主張した。

## 経歴
ファン・チュー・チンは1872年、ベトナム中部クアンナム省の学者でもある地主の子に生まれた。彼の父親は知識人の反乱に参加した一人であったが、1885年、他の反乱指導者に反逆の疑いを掛けられて殺害された。ファン・チュー・チンは13歳で孤児となったものの、彼の兄は、彼に古典語の教育を受けさせ、1901年には高度の北京官話を習得した。その後科挙に合格し、首都順化の阮朝宮廷に仕えていたが、官僚の腐敗に失望し、1905年に自らその座を退いた。彼は阮朝による君主制の復活をフランスによる植民地支配よりも悪いものと見なすようになり、君主制や因襲的な宮廷、保守体制に強く反対し、君主制の廃棄と民主共和制への移行を主張して全国を遊説した。それ以前の1903年、ファン・ボイ・チャウと会見しており、1906年春、彼と再会するため、みすぼらしい労働者に変装して香港、次いで広東へ渡った。
その後、東遊運動（ドンズー運動）の一環としてファン・ボイ・チャウとともに日本へ渡り、学生を教育するため、横浜に「ビン・ゴー・ヒエン（丙午軒）」という2階建ての寮を設立し、6月には日本の教育と政治形態を視察するため東京へ行った。ファン・チュー・チンは日本の富国強兵政策を信頼していなかったので、日本からの軍事援助を求めるファン・ボイ・チャウの考えに反対し、さらに他にも彼との意見の相違点を持っていたため、ファン・チュー・チンがベトナムに帰国する前の数週間、彼らは密接な議論を行っていた。ファン・チュー・チンは祖国ベトナムでファン・ボイ・チャウから反君主制とフランスとの協力の是非を議論する書簡を何度も受け取っていたが、彼は頑なに民主制への移行と君主制の廃棄、フランスと協力した進歩追求などを掲げて遊説を続けたため、ファン・ボイ・チャウは、彼の運動は瓦解し、資金調達も失敗するのではないかと懸念していた。
1906年、ファン・チュー・チンはフランス領インドシナ総督ポール・ボーに書簡を送り、その中でフランスに協力するベトナム人による地方の搾取を非難し、フランス人による啓蒙活動の実践、ベトナムの近代的な法律機関・教育機関・経済機関の発足、国家の産業化、保守的官僚の残存勢力の一掃をフランスに要請した。
1907年には福澤諭吉の慶應義塾に倣い、ハノイに「東京義塾」という愛国的な近代式の学校を設立してその講師となり、授業の教本の中にはファン・ボイ・チャウの著書も使用された。義捐金に基づき学費は無料で、教育班、財政班、宣伝班、著作班の4部門があり、影響された地方でもこれに模した「梅林義塾」や「玉川義塾」などの学校が建学された。東京義塾は非合法な活動の一切を避けながらフランスの厳しいベトナム支配を非難する一方、フランス人から近代化を学んだ。学生に対しては貴族主義的な風潮を放棄し、労働者階級から学ぶことを求め、小作人などにクオック・グーを用いて近代教育を教授した。ファン・チュー・チンは伝統的にベトナムを支配してきた儒教観からの脱却を目標として、活発な議論を行う自由な公開講義を行い、その中で近代化や西欧思想に関する理論を中心とした討論を行った。

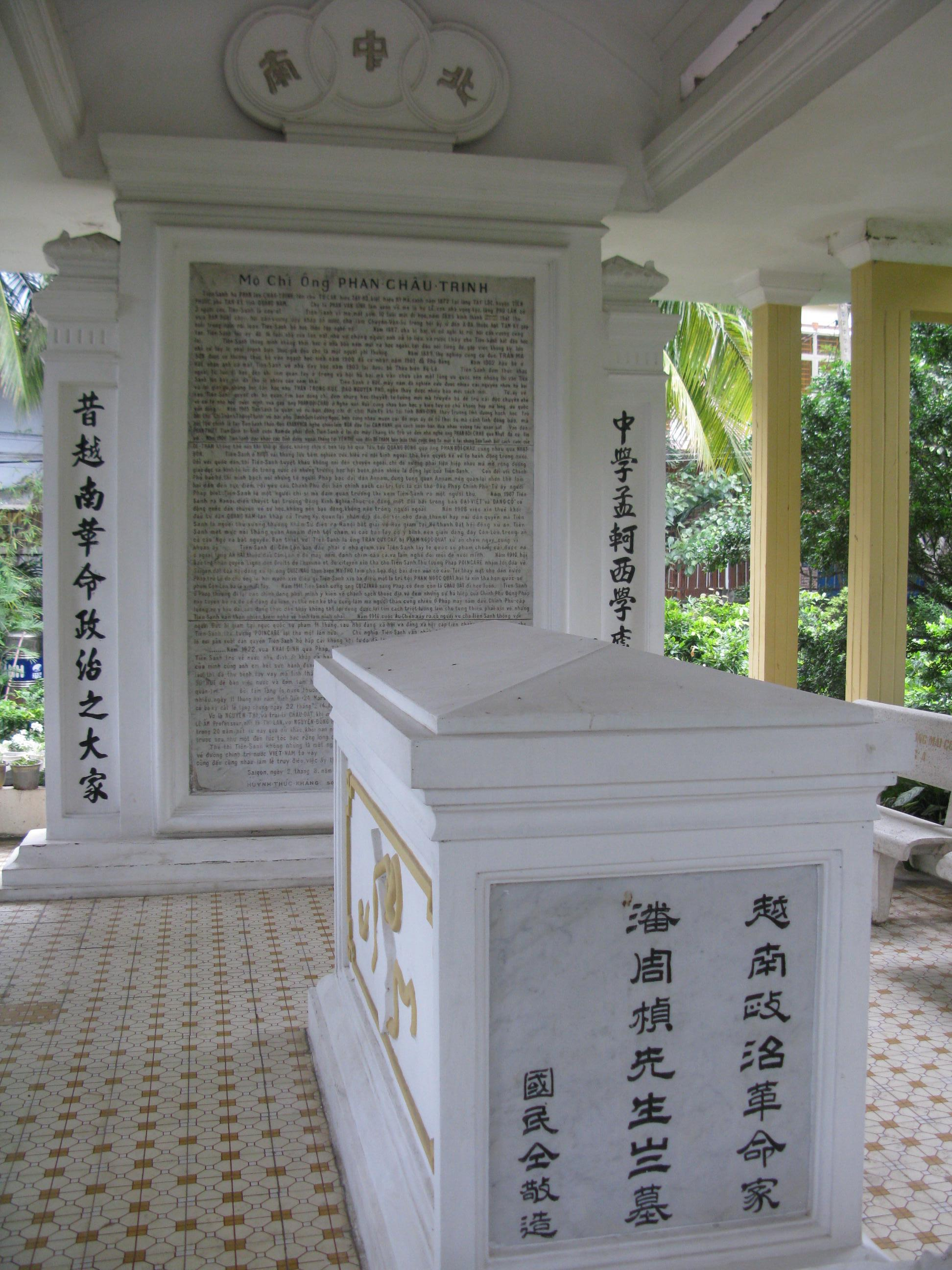
ファン・チュー・チンの墓（ホーチミン市タンビン区）

1908年、農民一揆が起きた後、ファン・チュー・チンは逮捕され、インドシナ総督の指示で東京義塾は建学1年余りで閉鎖された。彼には初め死刑が宣告されたものの、フランスの政友が干渉し、終身刑に切り替えられてコンダオ島に流刑とされた。その3年後の1911年には恩赦され自宅監禁が宣告されたが、彼は部分的な自由を持つよりはむしろ刑務所へ戻りたいと述べた。代わりに彼はフランスへ追放され、ここで彼はフランス人から監視されることになった。
フランスの政友とベトナムの亡命者の支援を得るため、彼は1915年にパリへ向かった。ここで、ホー・チ・ミン、ファン・バン・チュオン、グエン・テー・チュエン、グエン・アン・ニンらとともに「安南愛国者協会」（Association des Patriotes Annamites）という団体で活動をし、ホー・チ・ミンが代表としてグエン・アイ・クォック（阮愛國）という名で愛国的な記事を書いた。また、彼はフランス滞在中、自活のため写真加筆者として働いていた。1925年にサイゴンへ戻り、ここで1926年3月24日、病死した。彼の葬儀には約6万人が参列し、フランスの植民地支配の終焉を要求する大抗議が国内の至る所で起こった。しかしベトナムは彼の死から約半世紀後まで、外国の支配から解放されることはなかった。